# ایتسوجی ایتائو
ایتسوجی ایتائو (انگلیسی: Itsuji Itao؛ زادهٔ ۱۸ ژوئیهٔ ۱۹۶۳) بازیگر، کارگردان فیلم، شخصیت‌های تلویزیونی در ژاپن، و فیلم‌نامه‌نویس اهل ژاپن است.
از فیلم‌ها یا برنامه‌های تلویزیونی که وی در آن نقش داشته‌است می‌توان به گردن اشاره کرد.